# Macarena (Sevilla)
Macarena es uno de los once distritos en que está dividida a efectos administrativos la ciudad de Sevilla, capital de la comunidad autónoma de Andalucía; en España. Está situado en el centro-norte del municipio. Limita al sur con los distritos Casco Antiguo y San Pablo-Santa Justa; al este y al norte con el distrito Norte; y al oeste con Triana. Abarca (de este a oeste) desde el río Guadalquivir hasta la Carretera de Carmona y (de norte a sur) desde la Ronda de Circunvalación de la SE-30 hasta la Ronda del Casco Antiguo. 
El distrito contiene barrios más pequeños como León XIII, Miraflores, o el Polígono Norte como sello más representativo del distrito; así como el parque de Miraflores, limítrofe ya a la circunvalación de la SE-30. El barrio cuenta con la localización del Parlamento de Andalucía (antiguo Hospital de las Cinco Llagas), la Torre de los Perdigones en el parque homónimo, o el Hospital Universitario Virgen Macarena.

## Toponimia

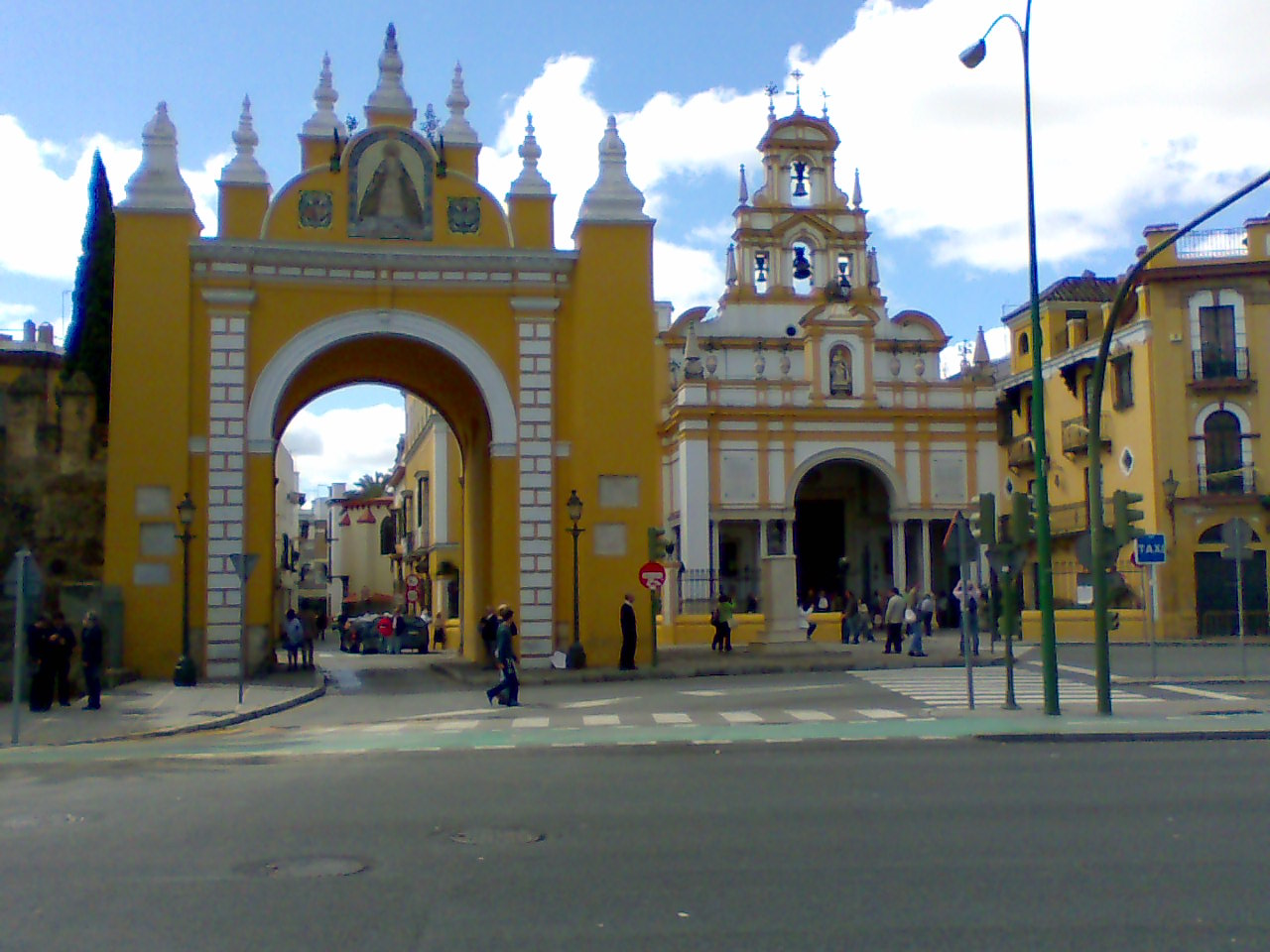
Puerta y Basílica de La Macarena.

El distrito toma su nombre de la Puerta de la Macarena, que es una de las tres puertas en pie de las diecinueve que tenía la muralla de Sevilla. El origen del nombre Macarena no está del todo claro. Se cree que podría provenir del árabe باب المقْرِين Bāb al-Maqrīn ‘Puerta de la Llanura’ pues así era conocida en tiempos de la dominación musulmana. También existe la teoría de que el nombre proceda de una infanta mora que vivía junto a la muralla.
Otra de las hipótesis sobre su origen sería la palabra Macarius, procedente de su etapa romana, concretamente de un patricio con dicho nombre que habría tenido grandes propiedades en la zona, e incluso siguiendo la misma línea en el tiempo otros historiadores vinculan el origen de su nombre con el de Macaria, una hija de Hércules.
La denominación de Macarena para el terreno aledaño a la puerta de la ciudad de Sevilla situada en esta área es muy anterior a la creación de la hermandad de la Esperanza Macarena y a la veneración de la imagen de Virgen, que toma el nombre del barrio como referencia.

## Historia

### Arrabal de Macarena

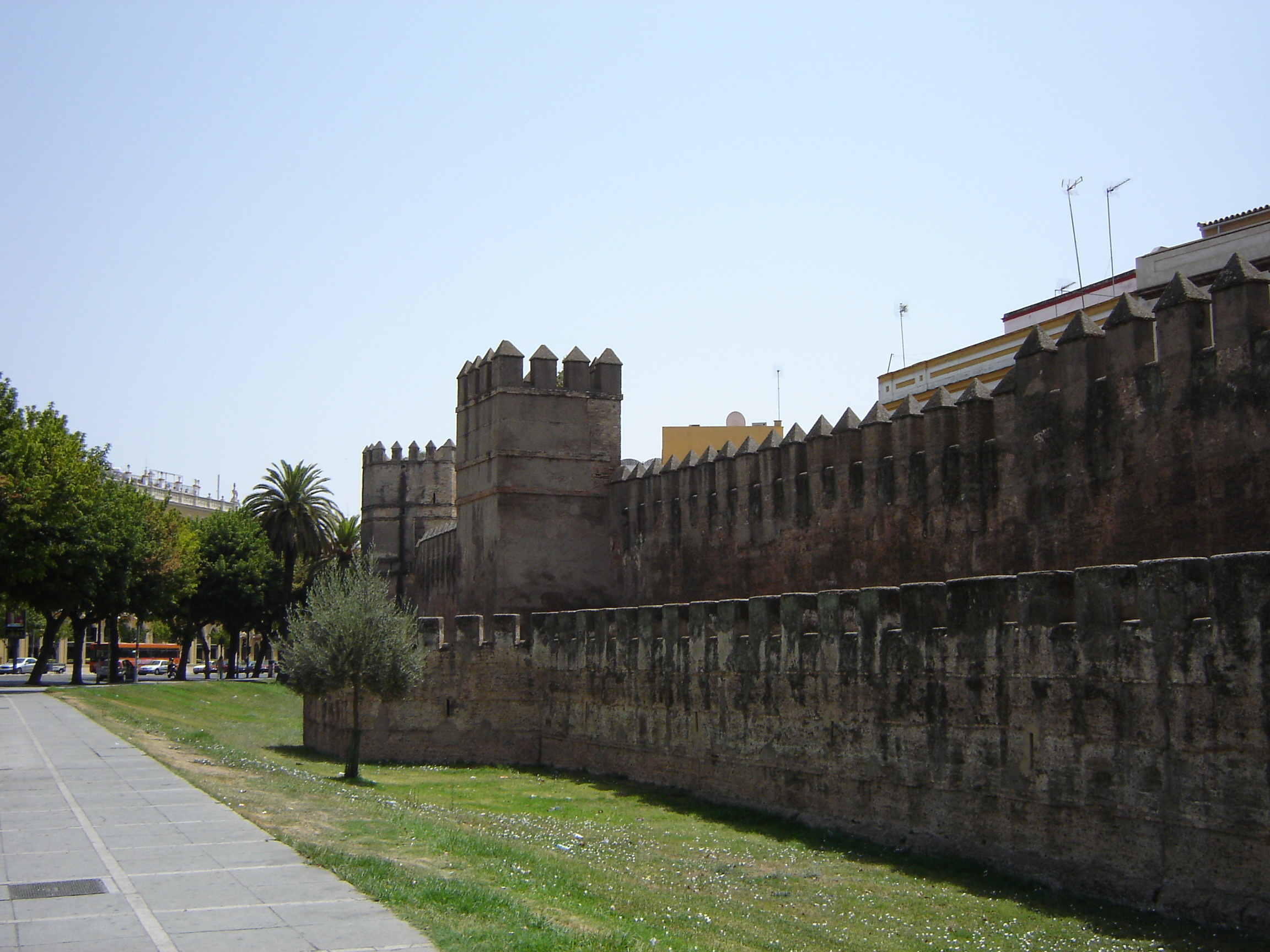
Paño de muralla en el barrio de la Macarena, uno de los dos lienzos que se conservan del recinto murado en toda la ciudad.

«Arrabal» es como se conocían los barrios extramuros en la península ibérica y según el mapa de Manuel Galiano Parra de 1839, Sevilla contaba con ocho arrabales, siendo la Macarena uno de ellos (los otros son San Bernardo, San Roque, La Calzada, Triana, Humeros, Cestería y Carretería, estos tres últimos incorporados al Arenal). El arrabal de Macarena aparece también en el mapa de Spínola de Quintana de 1827, que es de los primeros planos de Sevilla en representar el área extramuros. A juzgar por el mapa, Macarena era apenas un pequeño área entre las actuales calles de Don Fadrique, Esperanza y Torrijiano.
Sin embargo y a pesar de su limitado tamaño, el arrabal de Macarena debió ser muy antiguo, pues consta la existencia de un arrabal musulmán, el cual fue completamente destruido durante la Conquista de Sevilla (1248). Los terrenos de Macarena fueron «repartidos» y convertidos en huertas como la de San Antón y la de las Cruces. No sería hasta el siglo xvi que se formaría un nuevo arrabal, cuando se levanta el gran hospital de las Cinco Llagas y se debe alojar a sus trabajadores en zonas aledañas. El Hospital fue impulsado por Don Fadrique Enríquez de Ribera, I Marqués de Tarifa y Duque de Alcalá y su madre Doña Catalina de Ribera, inaugurado en 1546, y se convirtió en el centro médico más grande de Sevilla y uno de los más grandes de España. Funcionó como hospital 426 años, y actualmente es el Parlamento de Andalucía.
El centro neurálgico de esta primitiva Macarena fue el llano entre la puerta, el arrabal y el hospital, que nunca ejerció como plaza de comercio, pero sí albergó puestos de venta informales a lo largo de los caminos que allí se cruzaban (en el centro de los cuales existió un crucero al menos hasta 1910). El resto del sector norte sevillano eran campos de cultivo, en los que sólo destacan el monasterio de San Jerónimo y el hospital de San Lázaro. Ello se evidencia en una pintura al óleo que representa una panorámica de la Macarena, de autor anónimo, de mediados del siglo xvii, en el que se aprecia un paisaje básicamente rural. En el mismo cuadro se aprecia el arrabal de Macarena y su urbanismo, delimitado por el sur por la calle Resolana y por el este por el hospital. En cambio, en el norte y oeste, el arrabal se abría de forma irregular hacia las huertas.

### Sigloxix
Durante la mayor parte de la época decimonónica, el paisaje hortícola de la Macarena permaneció prácticamente inalterado. Sin embargo, se puede comenzar a distinguir la futura morfología urbana del distrito, puesto que la mayoría de ejes viales actuales tienen su origen en los caminos rurales preexistentes. En 1852 se construyó el cementerio de San Fernando y el camino que lleva a él, que cruza la Macarena.
En 1859 llegó el ferrocarril a Sevilla, con la inauguración de la línea que conectaba la ciudad con Córdoba. Las vías del ferrocarril bordeaban el río por la actual calle Torneo hasta llegar a la estación de Sevilla-Plaza de Armas, y los talleres del ferrocarril se ubicaron en el barrio de la Macarena, ocupando el actual parque de los perdigones y los edificios aledaños. Macarena se convirtió en uno de los puntos calientes de la revolución industrial en Sevilla, pues en ella se construyeron fábricas, talleres y almacenes. Los trabajadores edificaron sus viviendas alrededor de las fábricas, haciendo de Macarena un barrio eminentemente obrero. Aún quedan ciertos vestigios en el distrito del pasado fabril del siglo xix, como la Torre de los Perdigones, que formó parte del complejo «Fábrica de Perdigones de San Francisco de Paula».
En 1868 se demolió toda la Muralla, a excepción del tramo colindante con el distrito de Macarena, entre las puertas de la Macarena y Córdoba.

### Sigloxx
Si bien a principios del siglo xx la ciudad vive sus primeros ensanches, estos se dan principalmente hacia el este y hacia el sur. La mayor parte de los terrenos del actual distrito Macarena estuvieron sin urbanizar hasta mediados de siglo. La Macarena era un terreno rural con abundante disponibilidad de agua, lo que garantizaba un alto rendimiento agrícola. Además, Macarena estaba altamente parcelado, lo cual dificultaba la urbanización de sus tierras a gran escala. En un primer momento, los terratenientes se dedicaron a vender pequeñas parcelas a los obreros que llegaban a Sevilla desde la campiña bética para trabajar en las fábricas instaladas a lo largo de la Avenida Miraflores, la Carretera de Carmona. A excepción del mencionado arrabal, los primeros barrios en construirse fueron los colindantes a la ronda Capuchinos, hoy conocido como el barrio de la Cruz Roja. En 1923 fue inaugurado el Hospital Victoria Eugenia de Sevilla, de la Cruz Roja, que da nombre al barrio que se urbanizó en torno a él. En 1941 se construye el Hotel Macarena.
Aún quedarían algunas huertas sin edificar alrededor de aquel primer núcleo, que fueron construidas en el siglo xx, como la Huerta de Perico (calles Juan de Astorga, Juan de Robles y el edificio Hogar de San Fernando), la Huerta de la Zurda (actual barriada de La Esperanza), y las huertas de la Venta de los Escalones y Mato de Mabru, que forman actualmente la barriada del Grupo Renfe.

## Lugares de interés

### Parlamento de Andalucía

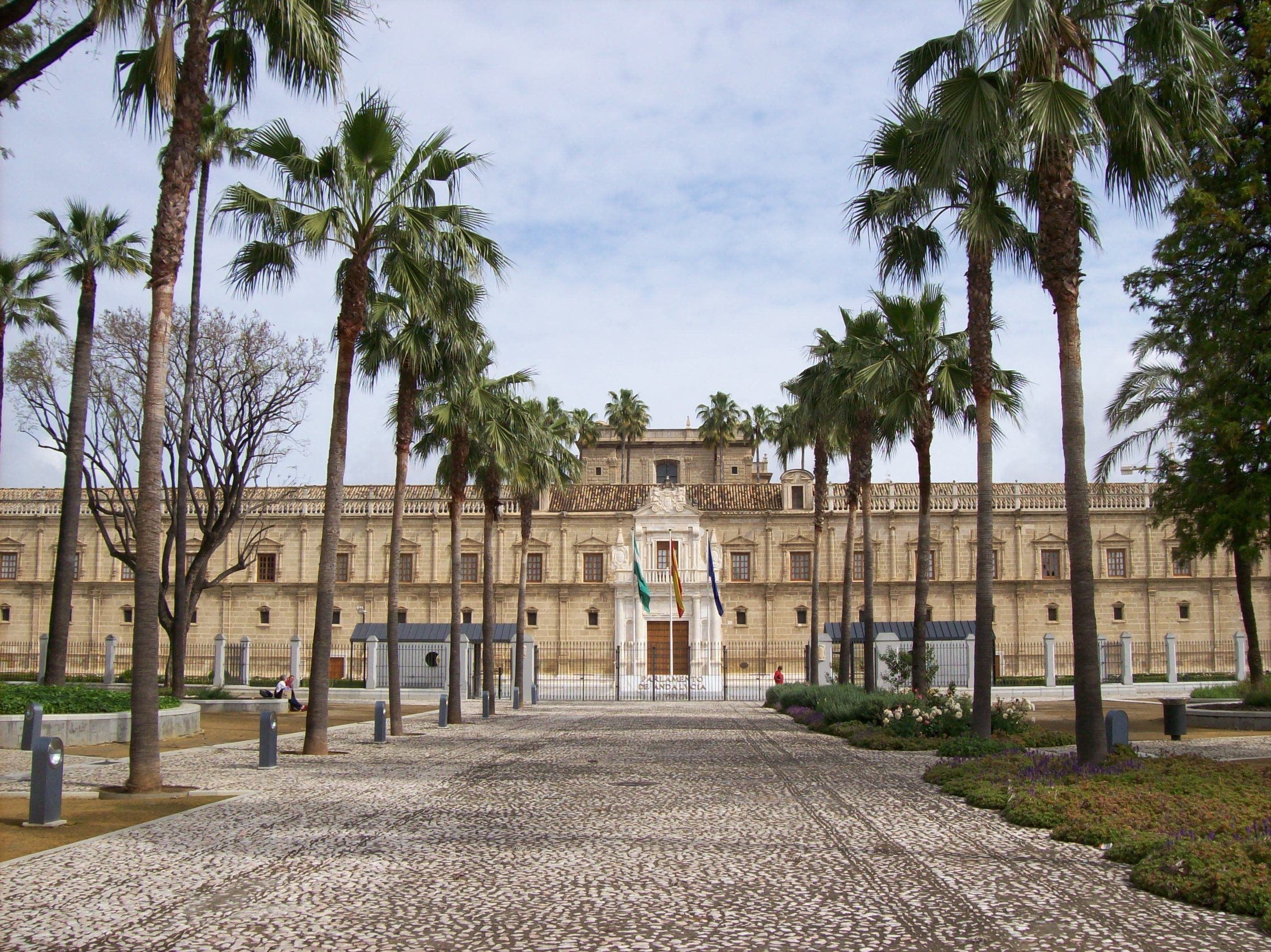
Exterior del Hospital de las Cinco Llagas, Sevilla.

La construcción del Hospital de las Cinco Llagas o de la Sangre se inició solemnemente el 12 de marzo de 1546. Su construcción se debe a la voluntad de don Fadrique Enríquez de Ribera, que decidió alzar un nuevo edificio para albergar la fundación de caridad que en 1500 creara su madre, doña Catalina de Ribera.
La edificación fue iniciada por Martín de Gaínza, quien la dirige hasta su muerte en 1556. Los patronos de la institución designan en 1558 a Hernán Ruiz II para continuar con las obras, y el hospital se inaugura un año más tarde, aunque los trabajos continúan hasta bien entrado el siglo XVII. Otros aparejadores y arquitectos destacables, como Francisco Sánchez, Juan de Minjares o Asensio de Maeda, se suceden en las intervenciones, que nunca llegan a finalizarse por completo.
La planta rectangular del edificio guarda grandes similitudes con el Hospital Mayor de Milán. El espacio interior se organiza en torno a diez patios, de los que sólo se llegaron a construir nueve y hoy se conservan ocho. Los patios y las amplias galerías permiten la entrada de sol y garantizan la ventilación exterior, según el modelo de hospital renacentista.
El alzado de la fachada se realiza mediante dos plantas divididas en módulos por pilastras jónicas y toscanas, con ventanas rematadas por frontones triangulares. En ella se sitúa la portada de acceso principal, terminada en 1617 por Miguel de Zumárraga.
Desde su apertura estuvo en manos privadas hasta la Desamortización de Mendizábal. Al asumir la Diputación de Sevilla las ayudas asistenciales y la beneficencia, pasa a ser la titular del mismo hasta su cesión a la Junta de Andalucía. 

### Puerta de la Macarena

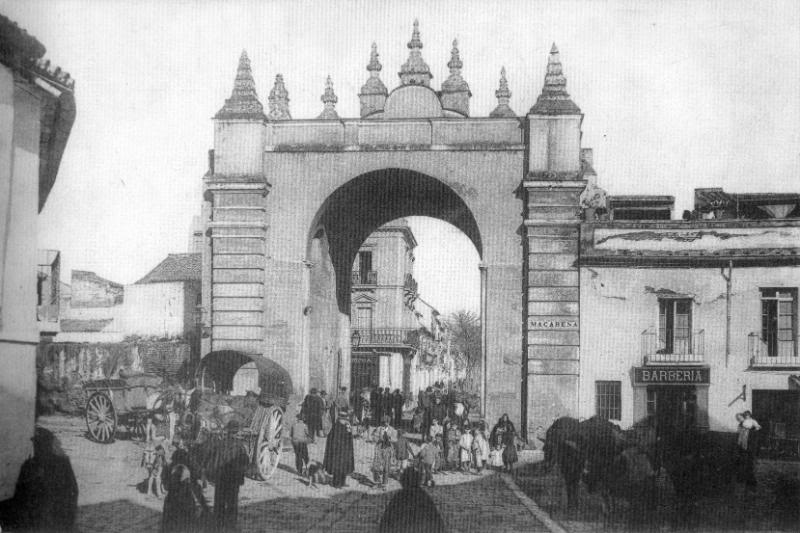
Puerta de la Macarena c. 1900

La Puerta de la Macarena es una de las antiguas puertas de acceso a la ciudad de Sevilla. Es la única, junto con la Puerta de Córdoba, que se conserva de las murallas originales. Está situada en la calle Resolana, frente al Parlamento y al lado de la Basílica de la Macarena, donde se venera a la Virgen de la Esperanza Macarena, una de las imágenes más emblemáticas de la Semana Santa sevillana.
Si bien la Puerta de la Macarena no se encuentra administrativamente dentro de los límites del Distrito de Macarena, es uno de sus lugares más representativos pues es lo que da nombre a todo el distrito.

### Torre de los Perdigones
La Torre de los Perdigones es una estructura industrial del siglo xix emplazada en el Parque de los Perdigones, en la calle Resolana, cerca del Puente de la Barqueta. Se construyó en 1885 como parte de una fábrica de municiones llamada San Francisco de Paula, donde se utilizaba el método de la «torre de perdigones» para fabricar balas de plomo. Este método consiste en fundir plomo en lo alto de la torre y dejarlo caer. La gravedad provoca en la gota de plomo una forma esférica al tiempo que se enfría y se solidifica. En la base de la torre, los perdigones son recolectados y almacenados.
La fabrica cerró en la década de 1970 y fue demolida, pero la torre se conservó como testimonio del pasado industrial de Sevilla. En 2007 fue restaurada y se le incorporó una cámara oscura a imitación de la de la Torre Tavira de Cádiz, gracias a la cual se puede tener una panorámica 360º de Sevilla.

## Fiestas y tradiciones

### Semana Santa

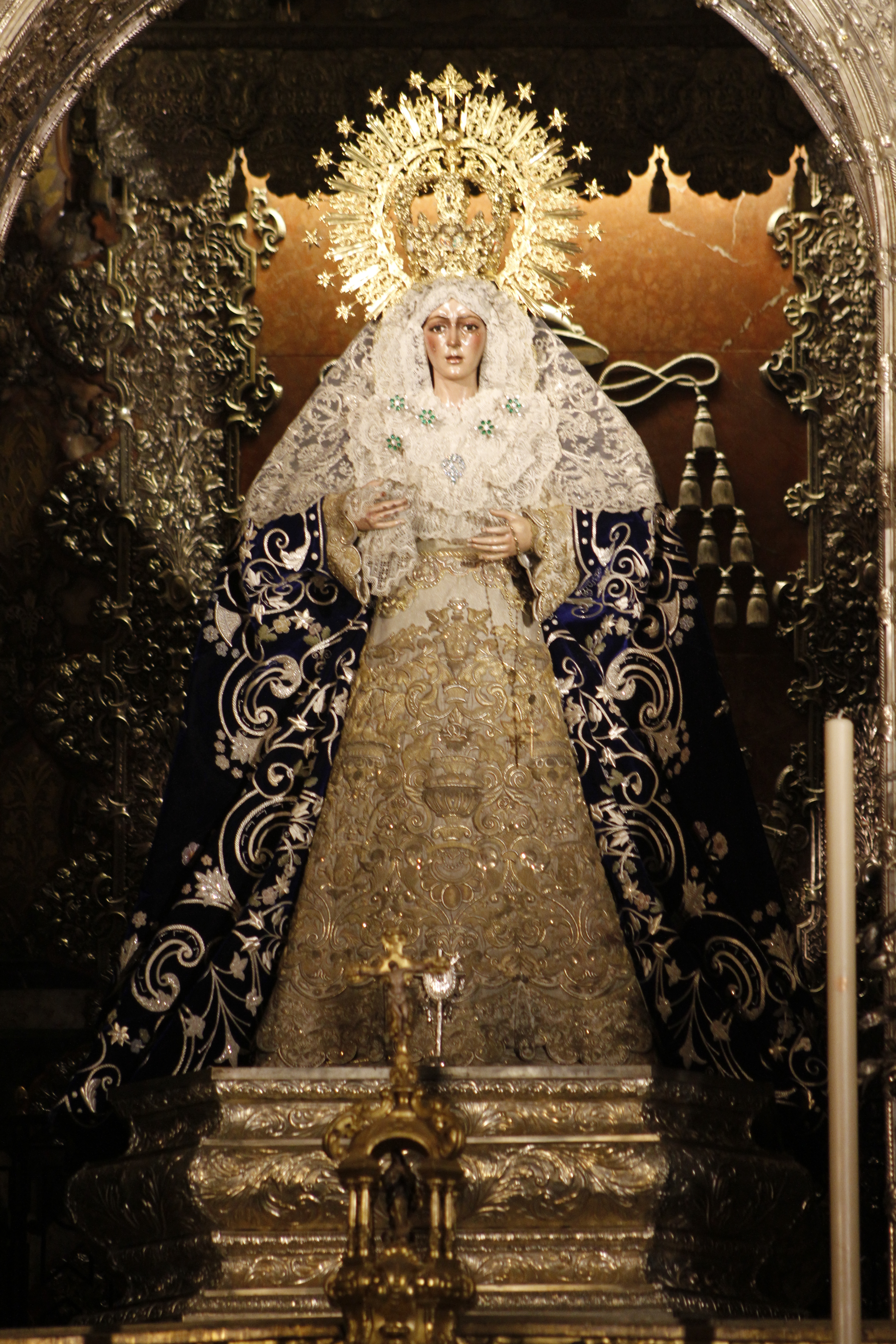
Nuestra Señora de la Esperanza

La Hermandad de la Macarena realiza su estación de Penitencia en la Madrugá del Viernes Santo, y es la cofradía más conocida y más numerosa del barrio.
Las cofradías de este barrio que procesionan en Semana Santa son:
- La Hiniesta (Domingo de Ramos)
- La Amargura (Domingo de Ramos)
- Los Javieres (Martes Santo)
- El Carmen Doloroso (Miércoles Santo)
- Montesión (Jueves Santo)
- La Macarena (Madrugá)
- La Sagrada Mortaja (Viernes Santo)
- Los Servitas (Sábado Santo)
- La Resurrección (Domingo de Resurrección)

### Cruces de Mayo
En todos los barrios que componen la Macarena se celebran estas fiestas en torno a la Cruz.

### Rocío

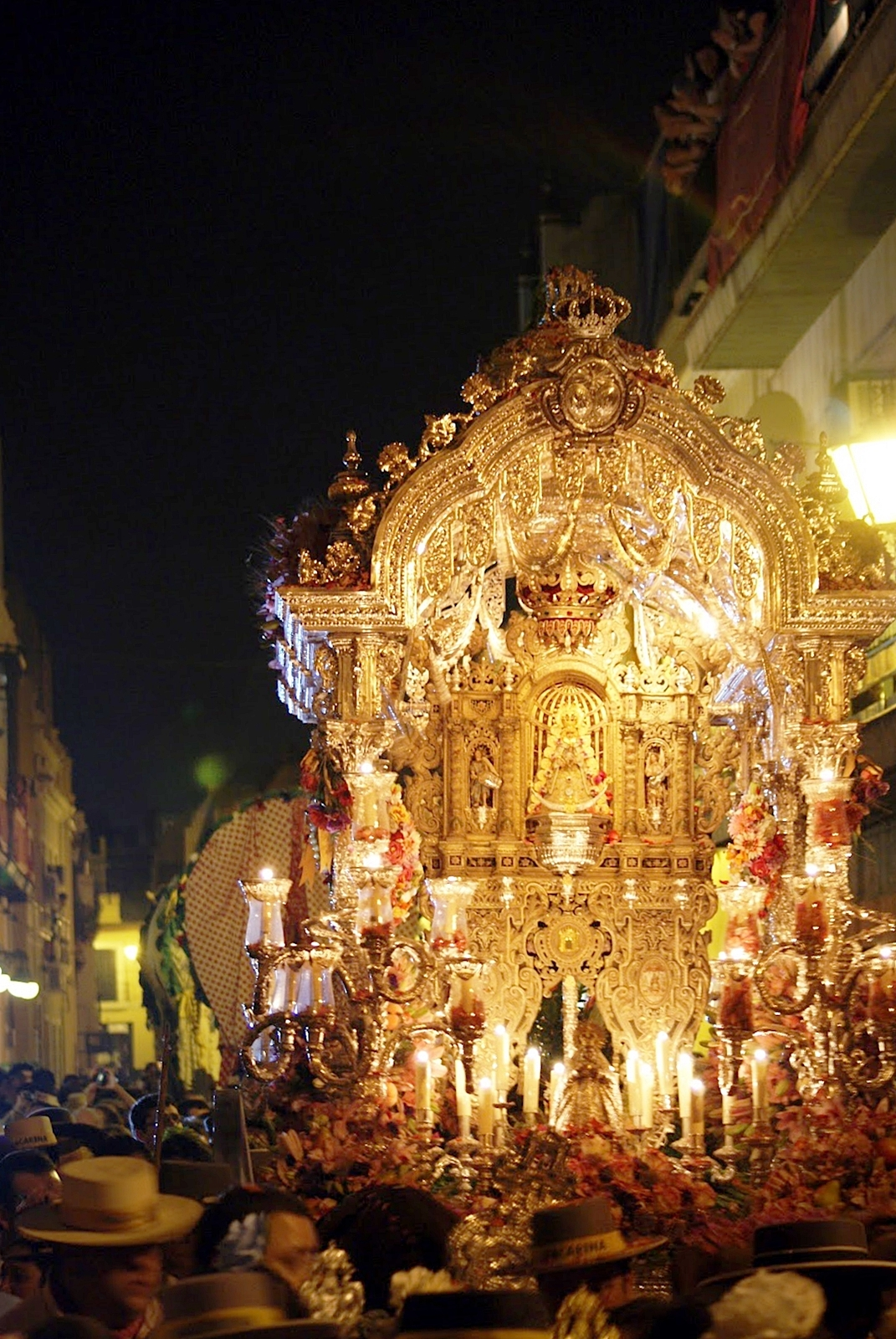
Hermandad del Rocío de Sevilla-Macarena

Hermandad del Rocío de Sevilla-Macarena, con su sede canónica en la Iglesia de San Gil y Casa Hermandad en la calle Parras. El 29 de enero de 1991, la Hermandad Matriz de Almonte concede el número 84 como Hermandad filial, desde entonces nunca ha dejado de hacer el camino hacia la Blanca Paloma .

### Virgen del Carmen
Dos cofradías de la Virgen del Carmen recorren el barrio en torno al 16 de julio: desde la parroquia de San Leandro, en la Huerta del Carmen, y desde San Gil.

### Fiestas del Rosario
A finales de septiembre tiene lugar la gran Velá del barrio en honor a la Virgen del Rosario. Suele celebrarse en el Parque de los Perdigones, junto a un gran escenario se coloca un ambigú, una tómbola, atracciones, churrerias... La procesión de la Virgen del Rosario desde la Basílica de la Macarena es el colofón de estas fiestas.

### Otras Asociaciones de Fieles y  Cofrades
- Asociación de Fieles de Santa Ángela de la Cruz y María  Santísima del Amparo  Fundada el 1 de mayo de 1988  Oratorio en (calle Fray Isidoro de Sevilla n° 7)
- Asociación Cofrade Jesús De La Humildad Y Santa María Del Reposo (C/ Santa María Del Reposo)
- Asociación Cofrade Y Cultural De Nuestro Padre Jesús De La Piedad Y Nuestra Señora De La Salud Y Esperanza (C/ Diamante)
- Asociación Cultural Cofrade Nuestro Padre Jesús De La Salud Y Bondad En Su Calvario (Avda. Pino Montano)
- Asociación Cultural Cofrade Nuestro Padre Jesús Despojado (C/ Comandante Morales León)
- Asociación Cultural Religiosa Iglesia Del Cristo Divino (C/ Primavera)
- Asociación Cultural Y Cofrade De Nuestro Padre Jesús De La Caridad, Nstra. Señora De Las Penas Y San Juan Apóstol (C/ Comandante Morales León)
- Asociación Cultural Y Cofrade De Nuestro Padre Jesús De La Paz En Su Sagrado Lavatorio Y Nuestra Señora Del Consuelo Y Desamparo (C/ Tierno Galván)
- Asociación Cultural Y Cofrade Nuestro Padre Jesús Del Prendimiento Y Nuestra Señora Del Amor Y Esperanza (C/ Manuel Altolaguirre)

## Barrios

Barrios del distrito Macarena.

El distrito de Macarena está compuesto por veintitrés barrios, siendo por ende el distrito que más barrios agrupa de los diez distritos sevillanos. Los barrios de Macarena son:
- Las Avenidas
- La Barzola
- Begoña-Santa Catalina
- Campos de Soria
- El Carmen
- Cisneo Alto-Santa María de Gracia
- Cruz Roja-Capuchinos
- Doctor Barraquer-Grupo Renfe-Policlínico
- Hermandades-La Carrasca
- León XIII-Los Naranjos
- Macarena 3 Huertas-Macarena 5
- La Palmilla-Doctor Marañón
- La Paz-Las Golondrinas
- Pino Flores
- Pío XII
- Polígono Norte
- Los Príncipes
- Retiro Obrero
- El Rocío
- Santa María de Ordas-San Nicolás
- Santa Justa y Rufina-Parque Miraflores
- El Torrejón-El Cerezo
- Villegas

## Comunicaciones
Las principales vías de la Macarena son el eje Resolana-San Juan de Ribera-Doctor Fedriani, a continuación por la Ronda Histórica se encuentra en dirección al Prado de San Sebastián, calle Muñoz León, Ronda de Capuchinos.
Radiales: Avenida Concejal Alberto Jiménez Becerril (continuación de la calle Torneo, junto al río), calle Don Fadrique, avenida Sánchez Pizjuán, calle León XIII, avenida San Lázaro, avenida de la Cruz Roja, avenida de la Barzola, avenida Miraflores, avenida Pino Montano.
Ronda de la Macarena: Avenida de Llanes, Ronda de Pio XII, calle Sor Francisca Dorotea, calle Doctor Leal Castaños, calle Doctor Marañon (frente Urgencias Hospital Virgen Macarena), y Calle José Díaz
Exteriores: Carretera de Carmona, avenida Alcalde Manuel del Valle, en el norte del distrito encontramos la Ronda Urbana Norte integrada como SE-30 y la avenida Juventudes Musicales.

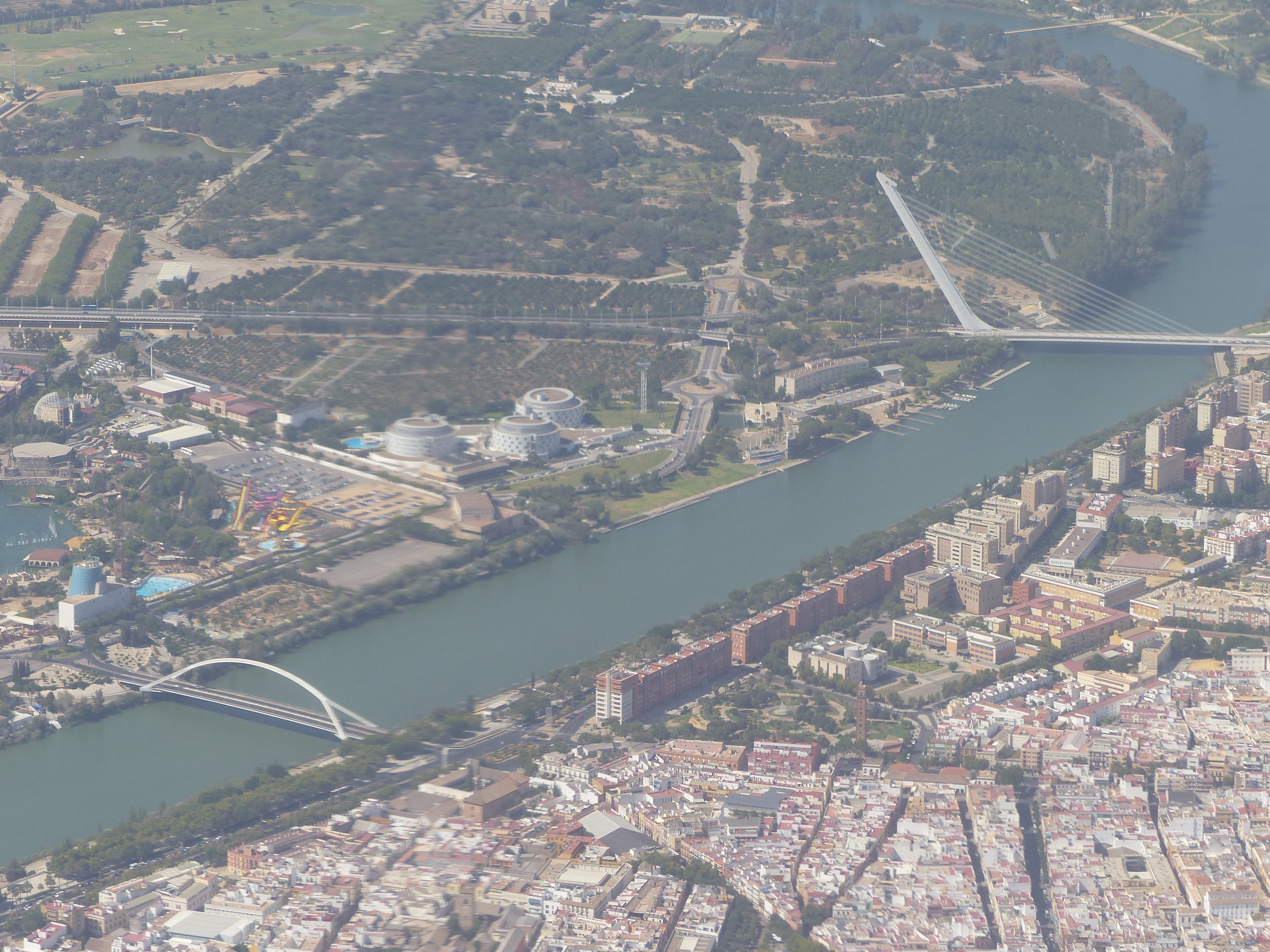
Distrito Macarena junto con los puentes de la Barqueta y Alamillo, Sevilla, España, 2015

El distrito Macarena cuenta además con dos salidas/entradas como son el puente del Alamillo en la parte norte del distrito como SE-30 comunicando el distrito con todas las direcciones, y el puente de la Barqueta, en la parte sur del distrito, con acceso a la isla de la Cartuja.
En el futuro, el distrito Macarena contará con la línea 3 y línea 4 de Metro de Sevilla. La línea 3 se empezó a construir en 2023, en su tramo norte y conectará la Macarena con el Prado de San Sebastián con paradas situadas en el distrito, San Lázaro, Hospital Virgen Macarena, Estación de Macarena y Ronda de Capuchinos, la línea 4 atravesará el barrio de este a oeste con las paradas de Llanes, Pío XII, Hospital V. Macarena (intercambiador con línea 3) y José Díaz.
Sirven al distrito las siguientes líneas de TUSSAM, se añade la palabra (Macarena) junto a las paradas del distrito:

### Circulares
| Línea | Destino                                                                         |
| ----- | ------------------------------------------------------------------------------- |
| C1    | Circular Exterior: Prado - Triana - Cartuja - Barqueta (Macarena) - Santa Justa |
| C2    | Circular Exterior: Prado - Santa Justa - Barqueta (Macarena) - Cartuja - Triana |
| C3    | Circular Interior: Prado - Plaza de Armas - Barqueta (Macarena)                 |
| C4    | Circular Interior: Prado - Barqueta (Macarena) - Plaza de Armas                 |

### Transversales
| Línea | Destino |
| ----- | --- |
| 1     | Polígono Norte-(Macarena) Prado San Sebastián - Bami                                                               |
| 2     | Barqueta (Macarena) Polígono de San Pablo - Estadio Benito Villamarín                                              |
| 3     | Pino Montano - San Jerónimo - (Parada en Avenida Concejal Alberto Jiménez Becerril) - Puerta de Jerez - Bellavista |
| 6     | San Lázaro-(Macarena) Triana - Los Remedios - Ciudad Sanitaria                                                     |

### Radiales Norte (Todas las radiales Norte pasan por el Distrito Macarena, menos la 15 y 16)
| Línea | Trayecto                                     |
| ----- | -------------------------------------------- |
| 10    | San Jerónimo - Plaza Ponce de León           |
| 11    | Barriada Los Príncipes - Plaza Ponce de León |
| 12    | Pino Montano - Plaza Ponce de León           |
| 13    | Pino Montano - Plaza del Duque               |
| 14    | Polígono Norte - Plaza del Duque             |

## Centros Educativos

### Educación infantil
- Colegio Concertado Santa Catalina
- Colegio Público Juan de Arguijo
- Colegio Público Argote de Molina

### Educación primaria
- Colegio Público Macarena (Antiguo Altos Colegios)
- Colegio Público Educación Especial Virgen Macarena
- Colegio Público Pedro Garfias
- Colegio Público Huerta del Carmen
- Colegio Público Arias Montano
- Colegio Público San José Obrero
- Colegio Público Blas Infante
- Colegio Público Manuel Siurot
- Colegio Público Pinoflores
- Colegio Público Valdés Leal
- Colegio Público Pío XII

### Educación secundaria, bachiller y formación profesional
- IES Macarena
- IES Miguel de Cervantes
- IES Inmaculada Viera
- IES Azahar
- IES Llanes
- Colegio Concertado Virgen de la Milagrosa*
- Colegio Concertado La Salle Felipe Benito*
- Colegio Concertado Sagrado Corazón de Jesús*

* Los colegios concertados pueden tener educación infantil y/o primaria. 

### Escuela de Idiomas
- Colegio Oficial de Idiomas Macarena (Antiguo IES Antonio Gala)

### Campus Universitario Macarena (US)
- Facultad de Medicina
- Facultad de Enfermería
- Facultad de Odontología
- Facultad de Fisioterapia y Podología

## Centros Sanitarios

### Centros Sanitarios de Alta Calificación
- Hospital Universitario Virgen Macarena
- Políclinico Virgen Macarena
- Hospital San Lázaro
- Hospital Victoria Eugenia Cruz Roja

### Centros de Salud Primaria
- Centro de Salud Alamillo
- Centro de Salud Polígono Norte
- Centro de Salud Cisneo Alto-Las Naciones

- Residencia de Mayores Gerón

## Centros Cívicos y Servicios Sociales
- Hogar Virgen de los Reyes
- Hogar San Fernando
- Edificio El Cubo